# Lamothe-Cassel
Lamothe-Cassel è un comune francese di 101 abitanti situato nel dipartimento del Lot nella regione dell'Occitania.

## Società

### Evoluzione demografica
Abitanti censiti